# Demonax mendicus
Demonax mendicus är en skalbaggsart som beskrevs av Holzschuh 1991. Demonax mendicus ingår i släktet Demonax och familjen långhorningar. Inga underarter finns listade i Catalogue of Life.